# Philiszkosz (epikureus filozófus)
Philiszkosz (Kr. e. 1. század) görög filozófus.
Az epikureus filozófia követője volt, Cassius Dio közlése szerint Ciceróhoz vigasztaló leveleket írt annak száműzetése idején. A levelek elvesztek.